# Lugnacco
Lugnacco là một đô thị ở tỉnh Torino trong vùng Piedmont, có vị trí cách khoảng 45 km về phía bắc của Torino. Tại thời điểm ngày 31 tháng 12 năm 2004, đô thị này có dân số 378 người và diện tích là 4,8 km².
Đô thị Lugnacco có các frazioni (các đơn vị trực thuộc, chủ yếu là các làng) Verna, Raghetto, Chiartano, và Buracco.
Lugnacco giáp các đô thị: Meugliano, Castellamonte, Alice Superiore, Fiorano Canavese, Pecco, Castelnuovo Nigra, Loranzè, Vistrorio, Parella, và Quagliuzzo.